# Binga
La muntanya Binga és el punt més alt de Moçambic, amb 2.436 metres. Es troba prop de la frontera amb Zimbàbue, al Parc Transfronterer de Chimanimani, a la província de Manica. Forma part de la cadena de muntanyes Chimanimani, que en general es troben a Manicaland a Zimbàbue.

## Geologia
La muntanya es compon de quarsita precambriana de color gris pàl·lid molt dura, que es troba a la base de tot l'altiplà de Chimanimani, donant-li un aspecte rocós desolat. Els llits de quarsita amb tendència nord-sud estan capgirats a prop del cim fins a un angle d'uns 40 graus i s'enfonsen cap a l'est, el peu de la muntanya i les torres de la torreta es troben immediatament cap al sud, sobre una falla d'empenta. En conseqüència, l'aproximació oriental és més gradual, mentre que la cara occidental és escarpada fins a escassa en alguns llocs. La cara nord està tallada per una falla i és pura a prop de la part superior, canviant a un penya-segat vertical més avall. Apropant-se des de l'oest, des de la vall del riu Bundi, hi ha un corriol poc definit que es desvia des del corriol principal dels contrabandistes fins a Skeleton Pass.